# 131 Vala
131 Vala (mednarodno ime je tudi 131 Vala) je asteroid v glavnem asteroidnem pasu. 
Kaže značilnosti dveh tipov asteroidov tipa S in tipa U (po Tholenu) oziroma tipa Xc (po SMASS).

## Odkritje
Asteroid je 24. maja 1873 odkril nemški astronom Christian Heinrich Friedrich Peters (1813 – 1890) . Poimenovan je po Völvi (tudi Vala), prerokinji iz nordijske mitologije.

## Lastnosti
Asteroid Vala obkroži Sonce v 3,79 letih. Njegova tirnica ima izsrednost 0,067, nagnjena pa je za 4,957° proti ekliptiki. Premer asteroida je 40,44 km .